# Durban International Film Festival

Logo des Festivals

Das Durban International Film Festival ist ein jährlich stattfindendes Filmfestival in der südafrikanischen Stadt Durban. Es werden jährlich über 300 südafrikanische, afrikanische und internationale Filme vorgestellt. Die meisten der Filme haben dort ihre Erstaufführung. Im Rahmen des Festivals finden Workshops, Diskussionsveranstaltungen und Seminare zu verschiedenen Themen statt.
Veranstalter ist das Centre For Creative Arts der University of KwaZulu-Natal. Die wichtigsten Partner sind die National Film and Video Foundation der Provinzregierung KwaZulu-Natals (Department of Economic Development and Tourism), HIVOS, die Stadt Durban, die Deutsche Botschaft, das Goethe-Institut und die Industrial Development Corporation.